# Louis Eugène Janvier de La Motte
Pour les articles homonymes, voir Janvier (homonymie) et La Motte.
Louis Eugène Janvier de La Motte (Verdun, 23 août 1849 - Ivry-sur-Seine, 2 septembre 1894) est un homme politique français du XIXe siècle.

## Biographie
Fils aîné d'Eugène Janvier de La Motte (1823-1884), Louis Eugène Janvier de La Motte débuta de très bonne heure dans la vie publique. Conseiller général de Maine-et-Loire dès l'âge de 25 ans, pour le canton de Châteauneuf-sur-Sarthe (1874), et maire de Juvardeil (Maine-et-Loire), il commença par faire une vive opposition au gouvernement de la IIIe République, et se présenta aux élections législatives de 1876 comme candidat bonapartiste à la Chambre des députés.
Il fut élu, le 5 mars, au scrutin de ballottage, député de Segré, contre M. de Teyves, légitimiste.
Il prit place au groupe de l'Appel au peuple, vota avec la droite pour le gouvernement du Seize-Mai, tout en se prononçant coutre la royauté du droit divin, et obtint sa réélection, le 14 octobre 1877, contre M. Robert.
Après la mort du prince impérial (1879), M. Janvier de La Motte fils montra une tendance marquée à se rapprocher de la gauche opportuniste. En février 1879, il fut l'un des deux membres de la droite de la Chambre qui votèrent pour le projet de loi d'amnistie partielle présenté par le gouvernement, et le seul conservateur qui vota, le 13 mars suivant, pour les poursuites contre les ministres des cabinets des 16 mai et 23 novembre 1877. En juillet, son évolution fut définitive : M. Janvier de la Motte fils rompit avec les « impérialistes » et s'inscrivit au groupe de l'Union républicaine.
La discussion des lois Ferry qu'il soutint de son vote et de sa parole, lui fournit l'occasion d'expliquer à la tribune son changement de ligne politique, et ses opinions furent dès lors conformes à celles de la majorité républicaine.
Aux élections du 21 août 1881, M. Janvier de la Motte fils échoua, comme candidat républicain, avec 6 421 voix contre 7 688 à l'élu, M. de Terves.
Il fut dédommagé de cet échec, le 23 janvier 1882, par une place de percepteur de 1re classe à Paris. Louis Janvier de La Motte qui avait dès lors abandonné la politique fit carrière dans l'administration des finances. Il devint receveur, mais n'en continua pas moins à exercer ses mandats de maire de Juvardeil et de conseiller général de Châteauneuf-sur-Sarthe.
Il mourut dans sa 45e année.

## Vie familiale
Fils aîné d'Eugène Janvier de La Motte (Angers, 27 mars 1823 - Paris, 27 février 1884), préfet, député de l'Eure, officier de la Légion d'honneur (26 décembre 1861), né de son premier mariage (8 septembre 1848 à Angers) Marie Louise Gabrielle, fille d'Édouard François Loré, conseiller à la cour d'appel d'Angers, Louis 
Eugène Janvier avait un frère cadet, Édouard Ambroise Henri Janvier de La Motte (Angers, 2 octobre 1852 - Paris IXe, 24 mai 1905), avocat et auteur dramatique, chevalier de la Légion d'honneur (11 août 1900).
Louis Eugène Janvier de La Motte épousa, le 5 mai 1877, Marie Jeanne (1855-1904), fille de Robert Henry Herbert (1791-1862), 12e comte de Pembroke. Ils divorcent le 2 décembre 1887, sans avoir eu d'enfants.